# Acsalag
Acsalag (Duits: Otschelach) is een plaats (község) en gemeente in het Hongaarse comitaat Győr-Moson-Sopron. Acsalag telt 482 inwoners (2001).